# هیو هاوی
هیو سی. هاوی (متولد ۱۹۷۵)  یک نویسنده آمریکایی است که بیشتر برای مجموعه داستان علمی تخیلی سیلو شناخته می‌شود، که بخشی از آن را به طور مستقل از طریق سیستم انتشار مستقیم کیندل در سایت آمازون منتشر کرد.   هاوی در مونرو، کارولینای شمالی بزرگ شد و قبل از انتشار کتاب‌هایش، به‌عنوان کارمند کتابفروشی، کاپیتان قایق، سقف‌ساز و تکنسین صدا کار می‌کرد. 

## پشم
او این مجموعه را در سال ۲۰۱۱ آغاز کرد و در ابتدا پشم را به عنوان یک داستان کوتاه مستقل نوشت.  اولین کتاب او در ابتدا با چاپخانه کوچک منتشر شد.  پس از آن، به دلیل آزادی انتشار خود، تصمیم به انتشار از طریق سیستم انتشار مستقیم کیندل در سایت آمازون گرفت. پس از محبوبیت مجموعه داستان، او شروع به نوشتن مطالب بیشتری برای آن کرد.  هاوی در سال ۲۰۱۲ شروع به درخواست حقوق بین‌المللی از جمله امضای قراردادی برای کشور برزیل کرد.  حقوق فیلم این مجموعه به فاکس قرن بیستم فروخته شد. لاینزگیت نیز برای خرید حق اقتباس این کتاب ابراز علاقه کرده بود. 
در سال ۲۰۱۲، هاوی قراردادی را با سایمون اند شوستر امضا کرد تا پشم را بین خرده‌فروشان کتاب در سراسر ایالات متحده و کانادا توزیع کند. این معامله به هاوی اجازه داد تا به فروش انحصاری کتاب به صورت آنلاین ادامه دهد. او به ویژه پیشنهادهای هفت رقمی را به نفع یک مبلغ شش رقمی در ازای حفظ حقوق کتاب الکترونیکی رد کرد. 
او همچنین قراردادهای انتشاراتی با Random House Century UK برای توزیع در بریتانیا مجموعه‌های پشم و شن امضا کرده است که به‌عنوان رمان‌هایی با همین نام منتشر شده‌اند. 
هاوی به‌عنوان رهبر پارادایم جدید انتشار، هم با انتشارات آمازون / کیندل مستقیم و هم با انتشارات خود مرتبط شد. او مجموعه داستان سیلو خود را به روی نویسندگان دیگر باز کرد و زمانی که با کیندل ورلدز قرارداد امضا کرد، این تلاش را رسمی کرد. اگرچه نویسندگانی مانند فردریک شرنوف (جزیره آتلانتیک)، جیسون گورلی (النور) و مایکل بونکر (پنسیلوانیا) همگی درجاتی از موفقیت را تجربه کردند که می‌توان آن را به هاوی، پشم و پروژه جهان‌های کیندل نسبت داد،  هیچ کس نتوانست موفقیت داستان پشم را چه از طریق کتاب‌های مرتبط یا داستان‌های اصلی آن نویسنده‌ها تکرار کند.

## زندگی شخصی
در اواسط سال ۲۰۱۵ هاوی خانه خود را در فلوریدا رها کرد و به خلیج سنت فرانسیس ، کیپ شرقی ، آفریقای جنوبی نقل مکان کرد. او دستور ساخت یک کاتاماران قایقرانی را داد که با آن از طریق دریا خود را از کیپ تاون به استرالیا رساند.   در نوامبر ۲۰۲۲ هاوی با خلبان و مدل سابق شی لوندر ازدواج کرد. آنها در نیویورک زندگی می‌کنند.

## کتابشناسی - فهرست کتب
| - "نیمه راه خانه" (۱ مه ۲۰۱۰) - "طوفان" (۹ مه ۲۰۱۱) - "من، زامبی" (۱۵ اوت ۲۰۱۲) - "کلکسیونر پوسته" (۱۴ دسامبر ۲۰۱۴) | - "سرقت ادبی" (۲۴ فوریه ۲۰۱۱) - "قدم‌زدن برروی مرز بی‌نام" (۴ سپتامبر ۲۰۱۲) - وعده های لندن (۲۶ مه ۲۰۱۴) - قطعی (۱۶ ژوئن ۲۰۱۴) - "خودکشی دوم" (۱۷ ژوئیه ۲۰۱۴) - "جعبه" (۲۲ مه ۲۰۱۵) - "آموزش ماشین" (۳ اکتبر ۲۰۱۷) - مه آلود: ابر مغرور (November 18, 2014), Illustrated by Nidhi Chanani - Wool Omnibus Edition (Wool 1-5) (January 25, 2012) - Shift Omnibus Edition (Shift 1-3) (January 27, 2013) - Sand Omnibus Edition (Sand 1-5) (January 9, 2014) - The Wool Trilogy (complete Silo Series) (February 20, 2014) - Beacon 23: The Complete Novel (Beacon 23, 1-5) (September 6, 2015) 1. Wayfinding Part 1: Rats and Rafts (June 27, 2015) 2. Wayfinding Part 2: Hell and Heaven (July 2, 2015) 3. Wayfinding - Food and Fitness (July 3, 2015) 4. Wayfinding Part 3: Hot & Cold (July 5, 2015) 5. Wayfinding Part 4: Old World & New (July 12, 2015) 6. Wayfinding Part 5: Consciousness and Subconsciousness (July 27, 2015) 7. Wayfinding Part 6: Highs and Lows (August 27, 2015) - The End is Nigh (The Apocalypse Triptych Book 1) (March 2014, with John Joseph Adams) - The End is Now (The Apocalypse Triptych Book 2) (September 2014, with John Joseph Adams) - The End Has Come (The Apocalypse Triptych Book 3) (May 2015, with John Joseph Adams) |

## فیلم شناسی

### تلویزیون

#### پشم
ساخت اقتباس تلویزیونی از «پشم» در سال ۲۰۱۲ اعلام شد. پس از شروع توسعه توسط ای‌ام‌سی ، این پروژه در ماه می ۲۰۲۱ به اپل تی‌وی پلاس منتقل شد.

#### فانوس دریایی ۲۳
در سال ۲۰۱۸ اعلام شد که سریال فانوس دریایی ۲۳ قرار است در یک سریال تلویزیونی اقتباس شود. فیلمبرداری در سال ۲۰۲۲ آغاز شد.